# Lecane ordwayi
Lecane ordwayi är en hjuldjursart som beskrevs av Theophil Bienert 1986. Lecane ordwayi ingår i släktet Lecane och familjen Lecanidae. Inga underarter finns listade i Catalogue of Life.